# Edvard Helsted
Edvard Helsted (danès: Edvard Mads Ebbe Helsted)  (Copenhaguen, 8 de desembre de 1816 - Fredensborg, 1 de març de 1900) era un compositor danès, germà de Carl Helsted, oncle de Gustav Helsted i Viggo Helsted.
Helsted es va convertir en violinista a la capella reial el 1838, va ser segon mestre de capella allà, 1863-1869, professor de piano al conservatori 1869-1890 i va obtenir el títol de professor el darrer any. Tingué entre els seus alumnes a Christian Barnekow. Va publicar cançons a més de compondre o arranjar música per a diversos ballets de Bournonville, com el Toreador, Psyche i altres.